# Siergiej Zorin
Siergiej Siemionowicz Zorin (Gomberg) (ros. Сергей Семёнович Зорин (Гомберг), ur. w marcu 1890 w Jelizawietgradzie (obecnie Kropywnycki), zm. 10 września 1937 w Suzdalu) – radziecki finansista, działacz partyjny i gospodarczy.

## Życiorys
Był synem rabina. W 1906 wyemigrował, mieszkał we Francji i USA, 1911-1917 był członkiem kolegium redakcyjnego "Nowego Miru" w USA. Blisko związany z Trockim, w maju 1917 wraz z Trockim wrócił do Rosji i wstąpił do SDPRR(b), 1918 był przewodniczącym Piotrogrodzkiego Trybunału Rewolucyjnego i komisarzem ds. zagranicznych Związku Komun Obwodu Północnego. Od listopada 1919 do 3 lipca 1920 sekretarz odpowiedzialny Piotrogrodzkiego Komitetu Miejskiego RKP(b), od 5 lipca 1920 do lutego 1921 sekretarz odpowiedzialny Piotrogrodzkiego Gubernialnego Komitetu RKP(b), 1921-1922 sekretarz odpowiedzialny Briańskiego Gubernialnego Komitetu RKP(b), 1922-1923 referent Komitetu Wykonawczego Kominternu. Od lipca 1923 do marca 1925 sekretarz odpowiedzialny Iwanowo-Wozniesienskiego Komitetu Gubernialnego RKP(b), od 31 maja 1924 do 18 grudnia 1925 zastępca członka KC RKP(b), potem członek Zarządu Banku Rosyjsko-Perskiego, 18 grudnia 1927 wykluczony z WKP(b). Od 1928 pracował w organizacjach budowlanych w Moskwie, był szefem Zarządu Budowlanego Najwyższej Rady Gospodarki Narodowej ZSRR, we wrześniu 1930 przyjęty ponownie do WKP(b), od 1931 członek Zarządu "Standartżyłstroja". Do stycznia 1935 dyrektor Naukowo-Badawczego Instytutu Industrializacji Budownictwa Mieszkaniowego, 1 stycznia 1935 aresztowany, 26 marca 1935 skazany na 5 lat pozbawienia wolności i osadzenie w łagrze, gdzie zmarł lub został zgładzony. Pośmiertnie zrehabilitowany.